# IC 402
IC 402 ist eine Spiralgalaxie vom Hubble-Typ Sc im Sternbild Eridanus am Südsternhimmel. Sie ist schätzungsweise 144 Millionen Lichtjahre von der Milchstraße entfernt und hat einen Durchmesser von etwa 105.000 Lichtjahren. Die Galaxie gilt als Mitglied der NGC 1752-Gruppe (LGG 126).

Im selben Himmelsareal befindet sich u. a. die Galaxie NGC 1779.
Das Objekt wurde am 12. Dezember 1887 vom US-amerikanischen Astronomen Frank Muller entdeckt.